# Beaune (AOC)
Pour les articles homonymes, voir Beaune (homonymie).
Le beaune, est un vin français d'appellation d'origine contrôlée, produit sur une partie de la commune de Beaune, en Côte-d'Or.
Il est classé parmi les appellations communales du vignoble de la côte de Beaune.

## Histoire

### Antiquité
L’édit de l'empereur romain Domitien, en 92, interdisait la plantation de nouvelles vignes hors d’Italie ; il fit arracher partiellement les vignes en Bourgogne afin d’éviter la concurrence. Le vignoble résultant suffisait aux besoins locaux. Mais Probus annula cet édit en 280. En 312, un disciple d'Eumène rédigea la première description du vignoble de la Côte d'Or.

### Moyen Âge

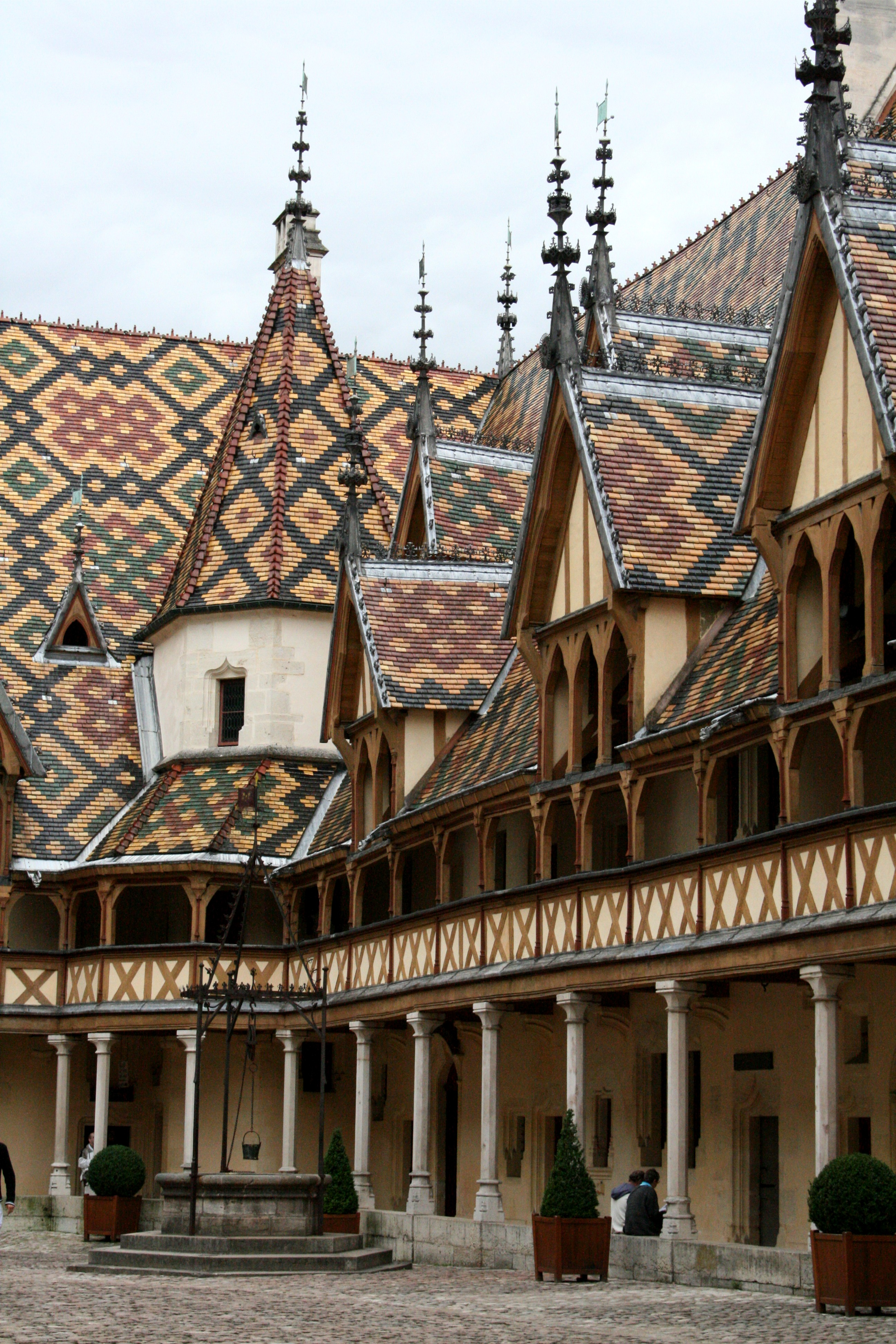
Les toits polychromes des hospices de Beaune.

Dès le début du VIe siècle, l’implantation du christianisme avait favorisé l’extension de la vigne par la formation d'importants domaines rattachés aux abbayes, tel que l'abbaye de Cîteaux (fondée en 1098) avec des plantations en Côte-d'Or.  En 1224, les vins de « Biaune » sont mentionnés dans La Bataille des vins en tant que vins blancs. 

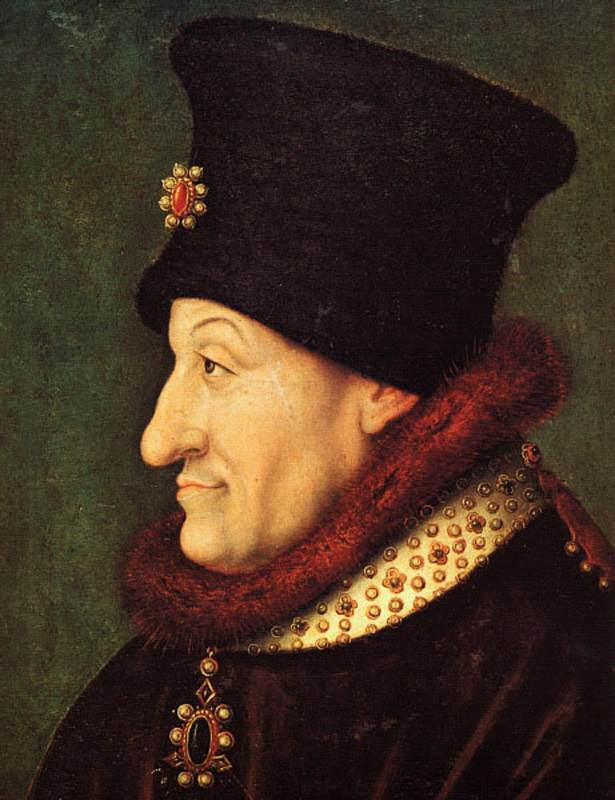
Philippe II le Hardi

En l'an 1395, Philippe le Hardi décida d’améliorer la qualité des vins et interdit la culture du gamay au profit du pinot noir dans ses terres. Enfin en 1416, Charles VI fixa par un édit les limites de production du vin de Bourgogne. 
Nicolas Rolin, chancelier de Philippe le Bon, et son épouse Guigone de Salins décidèrent de fonder un hôpital pour les pauvres mais hésitèrent un moment sur le lieu entre Autun et Beaune. Cette dernière ville fut choisie pour son passage important et l'absence de grande fondation religieuse. C'est ainsi que le 4 août 1443 naquit sur le papier l'Hôtel-Dieu. En 1461, lors du sacre de Louis XI, Philippe le Bon lui offrit 24 chariots de vins de Beaune et de Germolles. À la mort de Charles le Téméraire, le vignoble de Bourgogne fut rattaché à la France, sous le règne de Louis XI.

### Période moderne
En 1652, devant l'école de médecine, des médecins émettent une thèse relatant que « le vin de Beaune est la plus saine comme la plus agréable des boissons ». Au début du XVIIIe siècle, des négociants-éleveurs, venus d'outre-Rhin, arrivèrent à leur tour sur Beaune. Aussi, en 1700, l'intendant Ferrand rédigea-t-il un « Mémoire pour l'instruction du duc de Bourgogne » lui indiquant que dans cette province les vins les meilleurs provenaient des « vignobles [qui] approchent de Nuits et de Beaune ».

### Période contemporaine

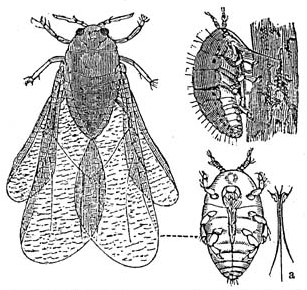
Phylloxéra

#### XIXesiècle
Dans les décennies 1830-1840, la pyrale survint et attaqua les feuilles de la vigne. Elle fut suivie d'une maladie cryptogamique, l'oïdium. Ce fut en 1851 que les hospices de Beaune organisèrent leur première vente aux enchères. Le millésime 1865 a donné des vins aux teneurs naturelles en sucres très élevées et des vendanges assez précoces. À la fin de ce siècle arrivèrent deux nouveaux fléaux de la vigne. Le premier fut le mildiou, autre maladie cryptogamique, le second le phylloxéra. Cet insecte térébrant venu d'Amérique mis très fortement à mal le vignoble. Après de longues recherches, on finit par découvrir que seul le greffage permettrait à la vigne de pousser en présence du phylloxéra.

#### XXesiècle
Le mildiou provoqua un désastre considérable en 1910. Henri Gouges avait rejoint au niveau national le combat mené par le sénateur Joseph Capus et le baron Pierre Le Roy de Boiseaumarié qui allait aboutir à la création des appellations d'origine contrôlée (AOC) ; il devint le bras droit du baron à l'INAO. Ainsi cette appellation fut créée en 1936.
En mai 1942, une des vignes du climat des Teurons (juste au-dessus de Beaune) est vendue par les Hospices de Beaune au département de la Côte-d'Or, dont la « commission administrative » (le nouveau nom du conseil général) en fait don au maréchal Philippe Pétain. Ce dernier ayant accepté, une délégation bourguignonne se rend à Vichy le 29 mai 1942 pour lui remettre son titre de propriété et une clef. La vigne est bornée (trois bornes d'un mètre 20 de haut en pierre de Corgoloin portant la francisque et l'inscription « Ph. P. 1942 »), clôturée (avec un mur de pierre sèche et une grille) et inaugurée le 25 mai 1943 en grande cérémonie et prend alors le nom de « clos du maréchal Pétain » ; l'entretien et les vendanges restent confiés aux Hospices. Le décret du 14 octobre 1943 créé les premiers crus des appellations bourguignonnes ; la liste est publiée dans le Bulletin officiel du Service des prix le 26 novembre, comprenant le clos du Maréchal. Beaune est libérée le 8 septembre 1944 ; le clos est placé sous séquestre par le nouveau sous-préfet le 21 septembre, puis confisqué le 15 août 1945 (après la condamnation de Pétain), déborné et renommé « clos des Theurons ». Par un jugement du tribunal civil de Beaune du 31 juillet 1946, le clos redevient propriété des Hospices, malgré quelques propositions de l'offrir à Charles de Gaulle ou à la 1re armée.
Dans les années 1960-1970, l'enjambeur remplace le cheval. Les techniques en viticulture et œnologie ont beaucoup évolué depuis 50 ans : vendange en vert, table de triage, cuve en inox, pressoir électrique puis pneumatique, etc.

#### XXIesiècle
Avec la canicule de 2003, les vendanges débutèrent pour certains domaines cette année-là à la mi-août, soit avec un mois d'avance, des vendanges très précoces qui ne s'étaient pas vues depuis 1422 et 1865 d'après les archives.

## Étymologie

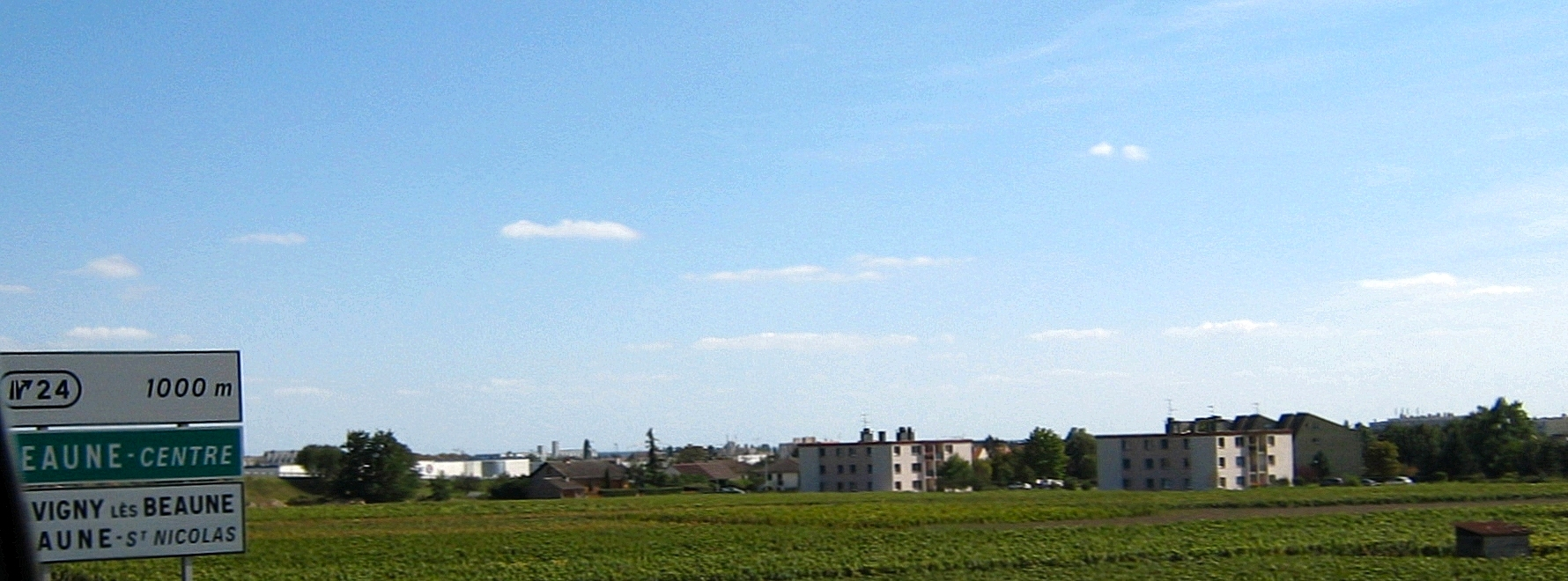
Vue d'une partie du vignoble de Beaune (par l'entrée sud)

## Situation géographique

### Géologie et orographie
Ce sont des sols argilo-calcaires, mais avec des différences sur le calcaire.
Des couches de calcaire du rarociens sur les sommets du vignoble. Au milieu des couches de calcaire du comblanchien avec des marnes argovienne sur des sols épais, blancs, gris ou jaunes, nuancés de rouge par l'oxfordien ferrugineuse.
Son exposition va de l'est à plein sud, à une altitude de 220 et 300 mètres.

### Climatologie
C'est un climat tempéré à légère tendance continentale.
Pour la ville de Dijon (316 m), les valeurs climatiques jusqu'à 1990 :
| Mois                              | jan. | fév. | mars | avril | mai  | juin | jui. | août | sep. | oct. | nov. | déc. | année |
| --------------------------------- | ---- | ---- | ---- | ----- | ---- | ---- | ---- | ---- | ---- | ---- | ---- | ---- | ----- |
| Température minimale moyenne (°C) | −1   | 0,1  | 2,2  | 5     | 8,7  | 12   | 14,1 | 13,7 | 10,9 | 7,2  | 2,5  | −0,2 | 6,3   |
| Température moyenne (°C)          | 1,6  | 3,6  | 6,5  | 9,8   | 13,7 | 17,2 | 19,7 | 19,1 | 16,1 | 11,3 | 5,6  | 2,3  | 10,5  |
| Température maximale moyenne (°C) | 4,2  | 7    | 10,8 | 14,7  | 18,7 | 22,4 | 25,3 | 24,5 | 21,3 | 15,5 | 8,6  | 4,8  | 14,8  |
| Précipitations (mm)               | 49,2 | 52,5 | 52,8 | 52,2  | 86,3 | 62,4 | 51   | 65,4 | 66,6 | 57,6 | 64,2 | 62   | 732,2 |

## Vignoble

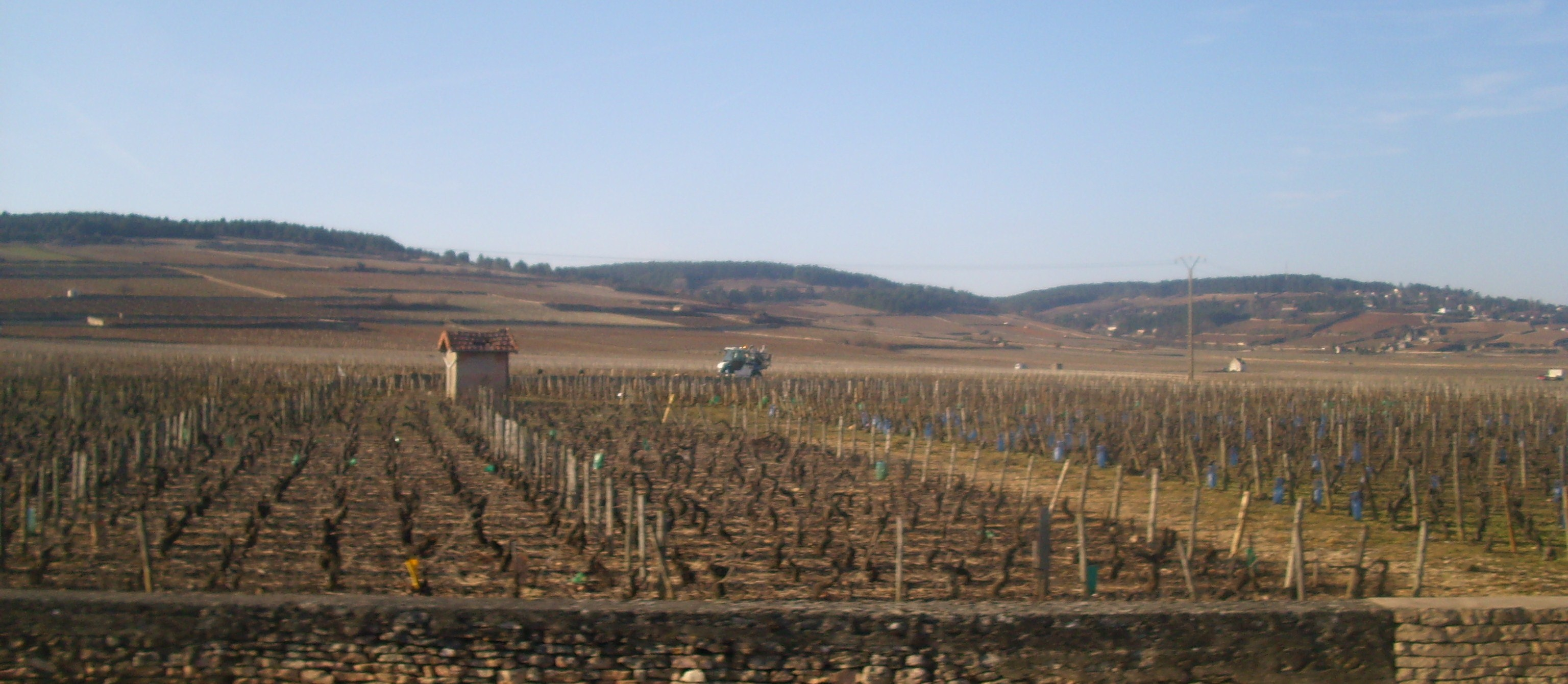
Vue d'une partie du vignoble de Beaune

### Présentation
Situé sur la commune de Beaune, cette appellation compte 407 hectares en superficie avec une très forte majorité de vins rouges.
Image même de la Bourgogne et capitale de son vin, Beaune attire tous les regards du monde entier lors de la vente des vins des Hospices de Beaune. L'hôtel-Dieu, les grandes caves des maisons de négoces et les domaines viticoles reçoivent énormément de visiteurs. En couleur la répartition donne 362 hectares de vins rouges, plantées en Pinot noir (dont 227 hectares en 1er cru) et 45 hectares en vins blancs, plantés en Chardonnay (dont 30 hectares en premier cru). Sur le volume total, cela donne 14 075 hectolitres (dont 10 510 hectolitres en premier cru) pour les vins rouges et 2 045 hectolitres (dont 1 480 hectolitres en premier cru) pour les vins blancs.

### Climats

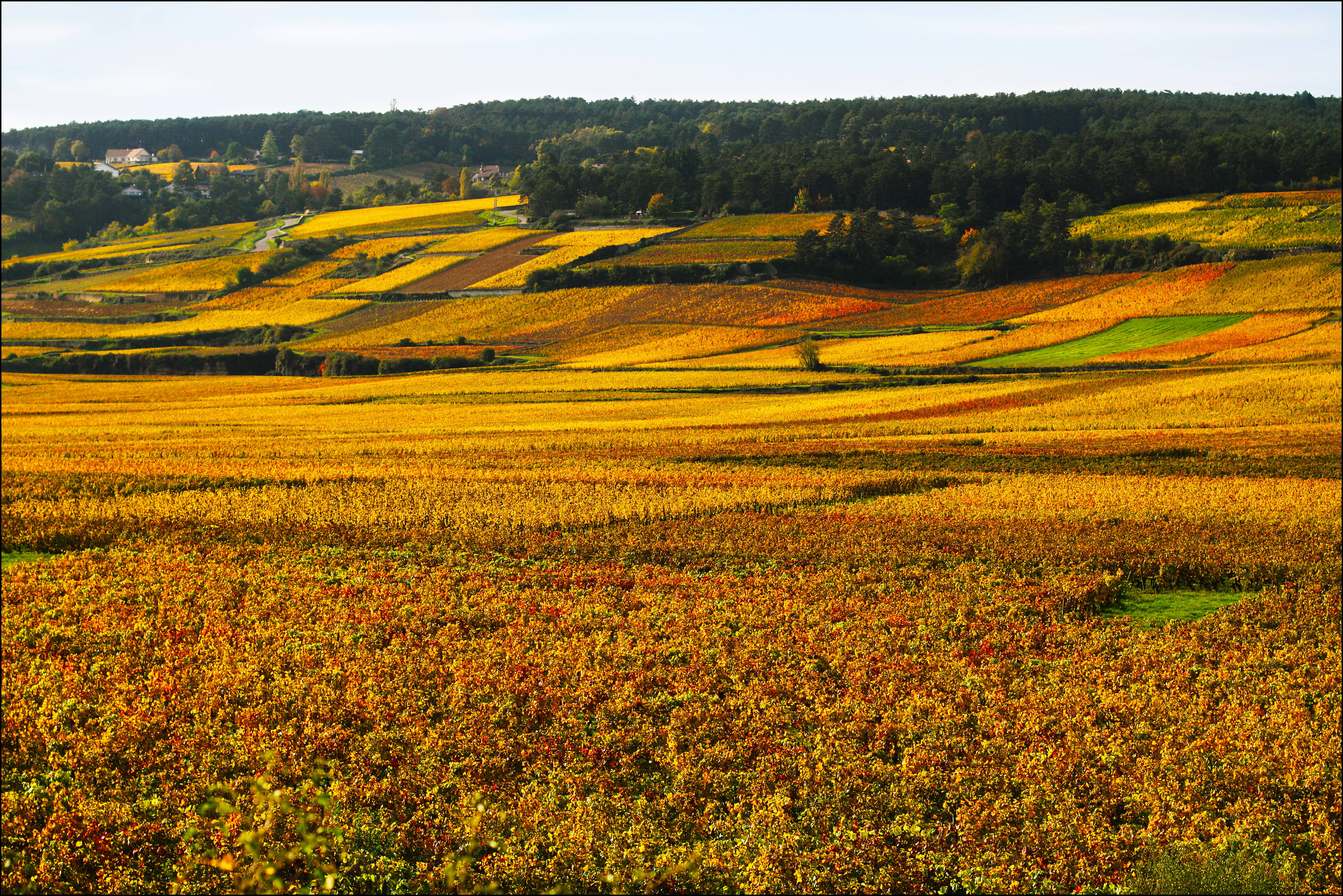
Vignoble de l'appellation Beaune, coteaux où sont certains premiers crus.

Lieux-dits : Au Renard, Chaume Gauffriot, Dessus des Marconnets, Faubourg de Bouze, La Blanchisserie, La Creusotte, Le Foulot, Les Beaux Fougets, Les Bons Feuvres, Les Chardonnereux, Les Chilènes, Les Epenottes, Les Levées et les Piroles, Les Longes, Les Maladières, Les Mariages, Les Paules, Les Pointes de Tuvilains, Les Prévoles, Les rôles, Les Vérottes, Longbois, Lulunne, Montagne Saint Désiré, Montée Rouge, Siserpe
Premiers crus : A l'Ecu, Aux Coucherias, Aux Cras, Belissand, Blanches Fleurs, Champs Pimont, Clos de l'Ecu, Clos de la Feguine, Clos de la Mousse, Clos de Roi, Clos des Avaux, Clos des Ursules, Clos Saint Landry, En Genêt, En l'Orme, La Mignotte, Le Bas des Teurons, Le Clos des Mouches, Les Aigrots, Les Avaux, Les Boucherottes, Les Bressandes, Les Cents Vignes, Les Chouacheux, Les Epenottes, Les Fèves, Les Grèves, Les Marconnets, Les Montrevenots, Les Perrières, Les Reversées, Les Sceaux, Les Seurey, Les Sizies, Les Teurons, Les Toussaints, Les Tuvilains, Les Vignes Franches, Montée Rouge, Pertuisots, Seurey, Sur les Grèves, Sur les Grèves Clos Sainte Anne.

### Encépagement
Le pinot noir compose exclusivement les vins rouges de l'AOC. Il est constitué de petites grappes denses, en forme de cône de pin composées de grains ovoïdes, de couleur bleu sombre. C'est un cépage délicat, qui est sensible aux principales maladies et en particulier au mildiou, au rougeot parasitaire, à la pourriture grise (sur grappes et sur feuilles), et au cicadelles. Ce cépage, qui nécessite des ébourgeonnages soignés, a tendance à produire un nombre important de grapillons. Il profite pleinement du cycle végétatif pour mûrir en première époque. Le potentiel d'accumulation des sucres est élevé pour une acidité juste moyenne et parfois insuffisante à maturité. Les vins sont assez puissant, riches, colorés, de garde. Ils sont moyennement tanniques en général.
Le chardonnay, lui, compose les vins blancs de l'AOC. Ses grappes sont relativement petites, cylindriques, moins denses que celles du pinot noir, constituées de grains irréguliers, assez petits, de couleur jaune doré. De maturation de première époque comme le pinot noir, il s'accommode mieux d'une humidité de fin de saison avec une meilleure résistance à la pourriture s'il n'est pas en situation de forte vigueur. Il est sensible à l'oïdium et à la flavescence dorée. Il débourre un peu avant le pinot noir, ce qui le rend également sensible aux gelées printanières. Les teneurs en sucre des baies peuvent atteindre des niveaux élevés tout en conservant une acidité importante, ce qui permet d'obtenir des vins particulièrement bien équilibrés, puissants et amples, avec beaucoup de gras et de volume.

### Méthodes culturales

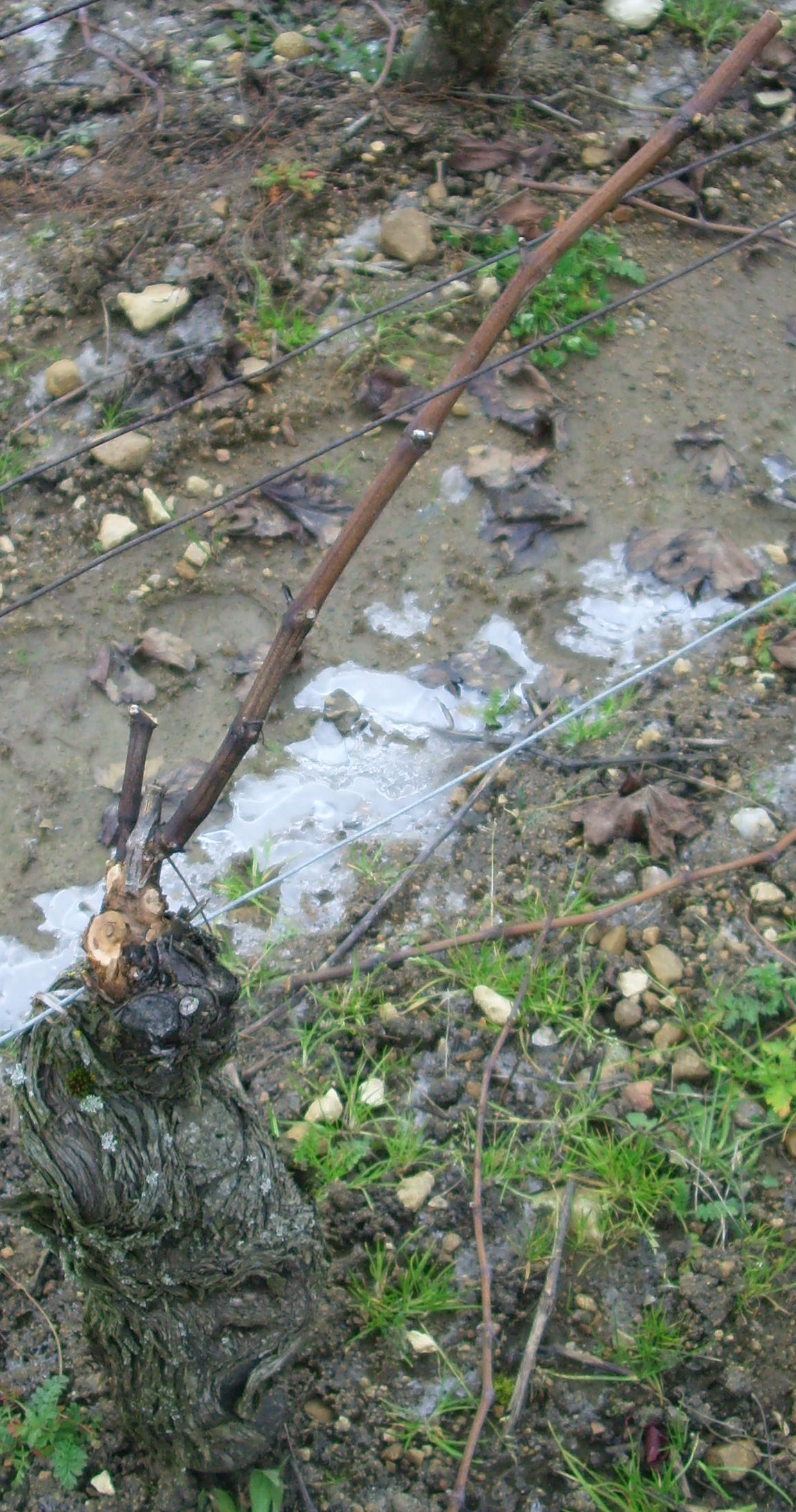
Pied de vigne taillé en Guyot simple

#### Travail manuel
Ce travail commence par la taille, en « guyot simple », avec une baguette de cinq à huit yeux et un courson de un à trois yeux. Le tirage des sarments suit la taille. Les sarments sont enlevés et peuvent être brûlés ou mis au milieu du rang pour être broyés. On passe ensuite aux réparations. Puis vient le pliage des baguettes. Éventuellement, après le pliage des baguettes, une plantation de nouvelles greffes est réalisée. L'ébourgeonnage peut débuter dès que la vigne a commencé à pousser. Cette méthode permet, en partie, de réguler les rendements. Le relevage est pratiqué lorsque la vigne commence à avoir bien poussé. En général, deux à trois relevages sont pratiqués. La vendange en vert est pratiquée de plus en plus dans cette appellation. Cette opération est faite dans le but de réguler les rendements et surtout d'augmenter la qualité des raisins restants. Pour finir avec le travail manuel à la vigne, se réalise l'étape importante des vendanges.

#### Travail mécanique
L'enjambeur est d'une aide précieuse. Les différents travaux se composent du broyage des sarments, réalisé lorsque les sarments sont tirés et mis au milieu du rang. De trou fait à la tarière, là où les pieds de vignes sont manquants, en vue de planter des greffes au printemps. De labourage ou griffage, réalisé dans le but d'aérer les sols et de supprimer des mauvaises herbes. De désherbage fait chimiquement pour tuer les mauvaises herbes. De plusieurs traitements des vignes, réalisés dans le but de les protéger contre certaines maladies cryptogamiques (mildiou, oïdium, pourriture grise, etc.) et certains insectes (eudémis et cochylis). De plusieurs rognages consistant à reciper ou couper les branches de vignes (rameaux) qui dépassent du système de palissage. Des vendanges mécaniques se réalisant avec une machine à vendanger ou une tête de récolte montée sur un enjambeur.

### Rendements
Les rendements sont de l'ordre de 40 hectolitres par hectare pour les vins rouges et 45 hectolitres par hectare pour les vins blancs. 

## Vins

### Titres alcoométriques volumique minimal et maximal
| AOC                           | Rouge   | Rouge   | Blanc   | Blanc   |
| Titre alcoométrique volumique | minimal | maximal | minimal | maximal |
| Village                       | 10,5 %  | 13,5 %  | 11 %    | 14 %    |
| Premier cru                   | 11 %    | 14 %    | 11,5 %  | 14,5 %  |

### Vinification et élevage
Voici les méthodes générales de vinification de cette appellation. Il existe cependant des petites différences de méthode entre les différents viticulteurs et négociants.

#### Vinification en rouge
La récolte des raisins se fait à maturité et de façon manuelle ou mécanique. La vendange manuelle est le plus souvent triée, soit à la vigne soit à la cave avec une table de tri, ce qui permet d'enlever les grappes pourries ou insuffisamment mûres. La vendange manuelle est généralement éraflée puis mise en cuve. Une macération pré-fermentaire à froid est quelquefois pratiquée. La fermentation alcoolique peut démarrer, le plus souvent après un levurage. Commence alors le travail d'extraction des polyphénols (tanins, anthocyanes) et autres éléments qualitatifs du raisin (polysaccharides etc.). L'extraction se faisait par pigeage, opération qui consiste à enfoncer le chapeau de marc dans le jus en fermentation à l'aide d'un outil en bois ou aujourd'hui d'un robot pigeur hydraulique. Plus couramment, l'extraction est conduite par des remontages, opération qui consiste à pomper le jus depuis le bas de la cuve pour arroser le chapeau de marc et ainsi lessiver les composants qualitatifs du raisin. Les températures de fermentation alcoolique peuvent être plus ou moins élevées suivant les pratiques de chaque vinificateur avec une moyenne générale de 28 à 35 degrés au maximum de la fermentation. La chaptalisation est réalisée si le degré naturel est insuffisant : cette pratique est réglementée. À l'issue de la fermentation alcoolique suit l'opération de décuvage qui donne le vin de goutte et le vin de presse. La fermentation malolactique se déroule après mais est dépendante de la température. Le vin est soutiré et mis en fût ou cuve pour son élevage. L'élevage se poursuit pendant plusieurs mois (12 à 24 mois) puis le vin est collé, filtré et mis en bouteilles.

#### Vinification en blanc

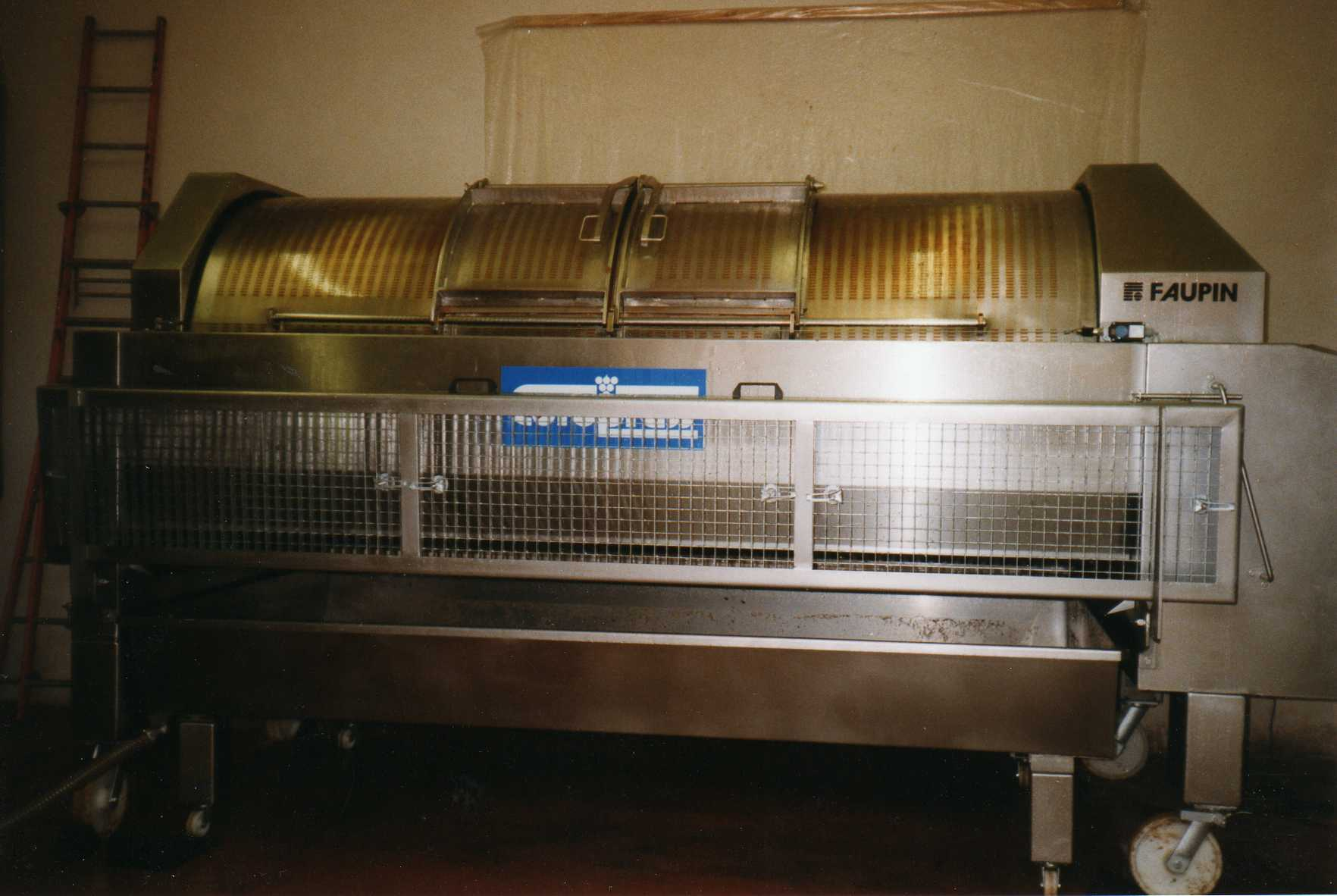
Pressoir pneumatique servant au pressurage

Comme pour le rouge, la récolte est manuelle ou mécanique et peut être triée. Les raisins sont ensuite transférés dans un pressoir pour le pressurage. Une fois le moût en cuve, le débourbage est pratiqué généralement après un enzymage. À ce stade, une stabulation préfermentaire à froid (environ 10 à 12 degrés pendant plusieurs jours) peut être recherchée pour favoriser l'extraction des arômes. Mais le plus souvent, après 12 à 48 heures, le jus clair est soutiré et mis à fermenter. La fermentation alcoolique se déroule avec un suivi tout particulier pour les températures qui doivent rester à peu près stables (18 à 24 degrés). La chaptalisation est aussi pratiquée pour augmenter le titre alcoométrique volumique si nécessaire. La fermentation malolactique est réalisée en Fûts ou en cuves. Les vins sont élevés « sur lies », en fûts, dans lesquels le vinificateur réalise régulièrement un « bâtonnage », c'est-à-dire une remise en suspension des lies. Cette opération dure pendant plusieurs mois au cours de l'élevage des blancs. À la fin, la filtration du vin est pratiquée pour rendre les vins plus limpides. La mise en bouteille clôture l'opération.

### Terroir et vins
Les vins rouges sont assez tanniques et puissants, d'une couleur foncée avec en arômes des notes fruitées ou animales.
Les vins blancs sont souples, gras avec une bonne acidité et exploitent bien le potentiel du chardonnay.

### Gastronomie, garde et température de service
Les vins rouges s'accordent bien avec les différents gibiers (chevreuil, sanglier...), des viandes en sauces (coq au vin...), de la volaille (poulet rôti...), certains fromage (brie...). Ils se servent à une température de 15 à 17 degrés et se gardent entre six et douze ans.
Les vins blancs s'accordent bien avec les coquillages, les escargots, des poissons de mer comme la sole et certains fromages (fromage de chèvre, rocamadour...). Ils se servent aux environs de 12 à 14 degrés et se gardent entre trois et six ans.

## Économie

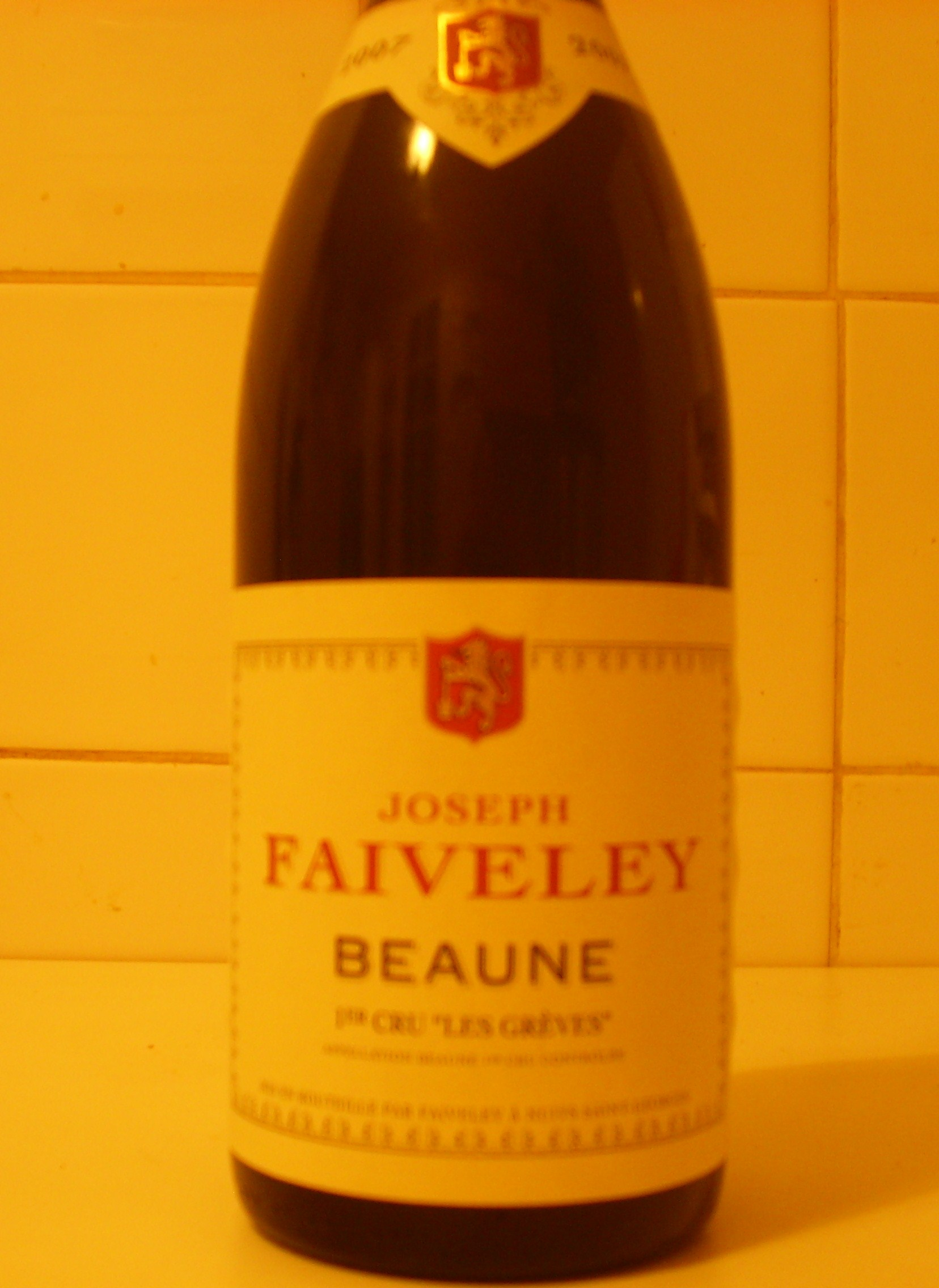
Beaune 1er Cru « Les Grèves »

### Structure des exploitations
Il existe des domaines de tailles différentes. Ces domaines mettent tout ou une partie de leurs propres vins en bouteilles et s'occupent aussi de le vendre. Les autres, ainsi que ceux qui ne vendent pas tous leurs vins en bouteilles, les vendent aux maisons de négoce.
Les maisons de négoce achètent leurs vins, en général, en vin fait (vin fini) mais parfois en raisin ou en moût. Elles achètent aux domaines et passent par un courtier en vin qui sert d'intermédiaire moyennant une commission de l'ordre de 2 % à la charge de l'acheteur.

### Commercialisation
La commercialisation de cette appellation se fait par divers canaux de vente : dans les caveaux du viticulteur, dans les salons des vins (vignerons indépendants, etc.), dans les foires gastronomiques, par exportation, dans les Cafés-Hôtels-Restaurants (C.H.R), dans les grandes et moyennes surfaces (G.M.S).

### Les producteurs de l'appellation
- Domaine Claudie Jobard